# Bačevica
Bačevica (en serbe cyrillique : Бачевица) est un village de Serbie situé dans la municipalité de Boljevac, district de Zaječar. Au recensement de 2011, il comptait 345 habitants.

## Démographie

### Évolution historique de la population
| 1948  | 1953 | 1961 | 1971 | 1981 | 1991 | 2002 | 2011 |
| ----- | ---- | ---- | ---- | ---- | ---- | ---- | ---- |
| 1 063 | 999  | 925  | 845  | 739  | 523  | 409  | 345  |

|  |